# 毅進／中學協作計劃
毅進／中學協作計劃，是香港政府為完成中四課程的學生，提供傳統升讀中五課程以外的另一學習途徑。由於課程內容比較近似毅進計劃，然而毅進 / 中學協作計劃收生的程度又比毅進的學生低，所以又稱「小毅進」。完成了該課程後，畢業生可獲得學歷相等於毅進全科（十科）合格，也等同於完成中五和香港中學會考全科（五科）合格（包括中、英文）。由自資高等教育聯盟（聯盟）成員合辦，政府撥款資助發展的計劃。

## 歷史
自從中三升中四的淘汰機制取消後，很多初中學生都可以原校直接升上就讀高中課程。然而高中課程與初中時的課程也不盡相同，引致很多未能適應傳統文法中學的學生難以繼續升讀。因此於毅進計劃推行之後，於2005年開辦了小毅進，以讓他們以另一方法升讀副學位課程或就業。但由於香港教育三三四學制的關係，2010年之後就再沒有中五畢業生，而毅進計劃也將於2012年停辦，加上每年轉制至小毅進的學生人數都很少，所以提早於2008-09年度開辦最後一屆課程便告結束，而最後一家停辦小毅進的中華基督教會公理高中書院更連續在最後的兩屆免收學員學費。

## 報讀資格
- 完成中四課程和沒有參加過香港中學會考
- 未滿21歲

## 報讀方法
課程一般於6月份起接受入學申請，申請人可以直接到開辦小毅進課程的院校辦理入學手續。

## 開辦院校
曾開辦過小毅進的院校（排名不分先後）：
- 佛教慈航智林紀念中學
- 佛教慧遠中學
- 佛教筏可紀念中學
- 明愛柴灣馬登基金中學
- 明愛沙田馬登基金中學
- 明愛屯門馬登基金中學
- 明愛聖約瑟中學
- 崇蘭中學
- 中華基督教會公理高中書院
- 廠商會蔡章閣中學
- 香港布廠商會朱石麟中學
- 聖匠中學
- 伯裘書院
- 天主教慈幼會伍少梅中學
- 東華三院葛一葦中學
- 仁濟醫院董之英紀念中學
- 神召會馬理信紀念學校
- 元朗信義書院
- 青年會專業書院
- 香港公開大學李嘉誠專業進修學院
- 嶺南大學持續進修學院
- 香港教育學院持續專業教育學部
- 香港城市大學專業進修學院

## 模式
- 申請者一般要在開學前收到學校發出的開學通知信，以得知上學安排，絕大部份的小毅進課程會於9月1日開課。
- 由於開辦小毅進的學校大都是傳統中學，所以小毅進的學生上課，與在傳統文法中學上課是沒有分別：需要穿著校方指定的校服和只有傳統中小學的全日制上課模式。
- 考試、習作、出席率和課堂表現都是評核重點。

## 課程結構
- 七科必修科目，這七科必修科目於各間開辦院校是相同的。
  - 中文
  - 英文I & II（以兩科計）
  - 普通話
  - 活用數學
  - 資訊科技應用
  - 人際傳意技巧（不設考試）
- 三科選修科 
  - 各間開辦院校有不同的選科可供選擇。

## 學費及資助
學費要視乎該校的對中五生的收費如何，以津貼學校收費計算，一年學費約港幣5320元。

## 升學 / 就業途徑
- 報讀接受毅進畢業資歷的專上學院課程
- 報考需要中五會考合格學歷的政府公務員職位

## 外部連結
- 小毅進一問~大家入黎睇睇先 - Yahoo!知識+
- 毅進-中學協作計劃（佛教筏可紀念中學）
- 毅進／中學協作計劃２００６／０７ （页面存档备份，存于）
- 中華基督教會公理書院2009-10年度小毅進招生單張